# Silvio Berlusconi Communications
La Silvio Berlusconi Communications è stata una società di produzione e distribuzione cinematografica, fondata nel 1984 dalla Fininvest di Silvio Berlusconi e confluita nel 1995 nell'allora Mediaset, azienda dello stesso gruppo, ai tempi nata da poco.
Nel 1992, insieme alla società di produzione Reteitalia, una delle aziende sempre del gruppo Fininvest, la Silvio Berlusconi Communications riuscì a stringere importanti accordi cinematografici con major statunitensi come Paramount, CBS e Metro-Goldwyn-Mayer.

## Produzione

### Cinema
1. Il camorrista, regia di Giuseppe Tornatore (1986)
2. Caramelle da uno sconosciuto, regia di Franco Ferrini (1987)
3. Soldati - 365 all'alba, regia di Marco Risi (1987)
4. La maschera del demonio, regia di Lamberto Bava (1989)
5. Stanno tutti bene, regia di Giuseppe Tornatore (1990)
6. Le comiche, regia di Neri Parenti (1990)
7. Il tè nel deserto, regia di Bernardo Bertolucci (1990)
8. Caldo soffocante, regia di Giovanna Gagliardo (1991)
9. Cin cin, regia di Gene Saks (1991)
10. Le comiche 2, regia di Neri Parenti (1991)
11. Johnny Stecchino, regia di Roberto Benigni (1991)
12. Lucky Luke 2, regia di Ted Nicolaou e Richard Schlesinger (1991)
13. Mediterraneo, regia di Gabriele Salvatores (1991)
14. Piedipiatti, regia di Carlo Vanzina (1991)
15. Volere volare, regia di Maurizio Nichetti (1991)
16. Infelici e contenti, regia di Neri Parenti (1992)
17. Io speriamo che me la cavo, regia di Lina Wertmüller (1992)
18. Jonathan degli orsi, regia di Enzo G. Castellari (1993)
19. Foreign Student, regia di Eva Sereny (1994)
20. Dellamorte Dellamore, regia di Michele Soavi (1994)
21. Il silenzio dei prosciutti, regia di Ezio Greggio (1994)

### Televisione
1. Il gioko, regia di Lamberto Bava - film TV (1989)
2. Sabato, domenica e lunedì, regia di Lina Wertmüller - film TV (1990)
3. Renzo e Lucia - Storia d'amore di un uomo d'onore (Cosecharás tu siembra) - serie TV (1991)
4. Fantaghirò, regia di Lamberto Bava - miniserie TV (1991)
5. Sherlock Holmes and the Leading Lady, regia di Peter Sasdy - miniserie TV (1991)
6. Per odio per amore, regia di Nelo Risi - film TV (1991)
7. Piazza di Spagna, regia di Florestano Vancini - miniserie TV (1992)
8. Sherlock Holmes e l'incidente a Victoria Road (Incident at Victoria Falls), regia di Bill Corcoran - miniserie TV (1992)
9. Fantaghirò 2, regia di Lamberto Bava - miniserie TV (1992)
10. Confessione mortale (Mortal Sins), regia di Bradford May - film TV (1992)
11. Cronaca nera, regia di Faliero Rosati (1992)
12. Heidi, regia di Michael Ray Rhodes - miniserie TV (1993)
13. Fantaghirò 3, regia di Lamberto Bava - miniserie TV (1993)
14. Marilyn e Bobby - L'ultimo mistero (Marilyn & Bobby: Her Last Affair), regia di Bradford May - film TV (1993)
15. Passioni, regia di Fabrizio Costa - serie TV (1993)
16. Rossella (Scarlett), regia di John Erman - miniserie TV (1994)
17. Normandia - Passaporto per morire (Fall from Grace), regia di Waris Hussein - film TV (1994)
18. Fantaghirò 4, regia di Lamberto Bava - miniserie TV (1994)
19. Desideria e l'anello del drago, regia di Lamberto Bava - miniserie TV (1994)

## Distribuzione

### Cinema
1. Nikita, regia di Luc Besson (1990)
2. Atto di forza, regia di Paul Verhoeven (1990)
3. Pensavo fosse amore... invece era un calesse, regia di Massimo Troisi (1991)
4. Lucky Luke, regia di Terence Hill (1991)
5. Terminator 2 - Il giorno del giudizio, regia di James Cameron (1991)
6. Basic Instinct, regia di Paul Verhoeven (1992)
7. Guai in famiglia, regia di Ted Kotcheff (1992)
8. La gatta e la volpe, regia di Bob Rafelson (1992)
9. Pozione d'amore, regia di Dale Launer (1992)
10. Cliffhanger - L'ultima sfida, regia di Renny Harlin (1993)
11. Bronx, regia di Robert De Niro (1993)
12. La voce del silenzio, regia di Michael Lessac (1993)
13. Piccolo Buddha, regia di Bernardo Bertolucci (1993)
14. Mowgli - Il libro della giungla, regia di Stephen Sommers (1994)

### Televisione
1. Un bambino di nome Gesù, regia di Franco Rossi - film TV (1987)
2. 80 sogni per viaggiare (Les Aventures de Carlos) - serie TV (1992)
3. Le avventure di Sonic (Adventures of Sonic the Hedgehog) - serie TV (1993-1994)